# Dunajówka (rejon grodzieński)
Dunajówka (biał. Дунаеўка, Dunajeuka; ros. Дунаевка, Dunajewka) – dawny chutor na Białorusi, w obwodzie grodzieńskim, w rejonie grodzieńskim w sielsowiecie Skidel.
W czasach zaborów folwark w granicach Imperium Rosyjskiego, w guberni grodzieńskiej, w powiecie grodzieńskim.
W latach 1921–1939 należał do gminy Jeziory w ówczesnym województwie białostockim.
W wyniku napaści ZSRR na Polskę we wrześniu 1939 miejscowość znalazła się pod okupacją radziecką. 2 listopada została włączona do Białoruskiej SRR. 4 grudnia 1939 włączona do nowo utworzonego obwodu białostockiego. Od czerwca 1941 roku pod okupacją niemiecką. 22 lipca 1941 r. włączona w skład okręgu białostockiego III Rzeszy. W 1944 miejscowość została ponownie zajęta przez wojska radzieckie i włączona do obwodu grodzieńskiego Białoruskiej SRR. 
W Związku Radzieckim miejscowość miała status chutoru.
Od 1991 r. w składzie niepodległej Białorusi.